# 方廉
方廉（1513年—1582年），字以清，號雙江，浙江新城（今浙江富阳）人，明朝政治人物。同进士出身。

## 生平
嘉靖十九年（1540年）庚子科浙江乡试第十四名举人，嘉靖二十年（1541年）聯捷辛丑科会试第一百二名，三甲四十六名進士。授南康府推官。丁父忧归，服除，以卓异謁選，授礼部祠祭主事，厯主客员外、精膳郎中。嘉靖三十二年（1553年），任松江府知府，三十六年迁江西按察副使、整饬九江兵备，抵禦倭寇有功，进布政司右参政。三十九年四月升都察院右僉都御史、總督糧儲提督軍務兼巡撫應天，四十一年五月升右副都御史、巡撫湖廣贊理軍務，十二月因私饋兵科給事中丘橓銀五兩，被丘橓告发，被令冠帶閒住。
明穆宗時以荐起用，隆慶元年（1567年）五月復除南京大理寺卿，八月改任都察院右副都御史、總理漕運兼提督軍務巡撫鳳陽等處，三年正月升南京工部右侍郎，四年八月赴京道病乞致仕。萬曆十年秋卒，年七十，十一年五月賜祭葬。

## 家族
曾祖方鏞，医学训科。祖父方源，官武学训导、建宁教谕。父方模，號菊泉，累赠都察院左副都御史。前母羅氏，母钱氏（封淑人），继母洪氏。具庆下。兄暉、焕、煉。弟勲、炬、炘。